# Allison Smith
Allison Smith (n. Nueva York, 9 de diciembre de 1969) es una actriz estadounidense.

## Biografía
Pese a haber nacido en Nueva York, siendo aún muy joven se traslada a la ciudad de Waldwick, en Nueva Jersey. Comienza a actuar en su etapa de preadolescencia y uno de sus primeros papeles fue en el coro infantil del musical Evita. Además, interpretó el papel de Annie en el musical de Broadway.
Sin embargo, su gran popularidad se la debe al personaje de Jennie Lowell, la hija adolescente de Allie (Jane Curtin) en la popular comedia de situación Kate y Allie. Smith interpretó el personaje durante cinco años, entre 1984 y 1989, el tiempo en que la serie se mantuvo en pantalla.
Tras la cancelación de Kate & Allie, Smith se ha prodigado con frecuencia en la pequeña pantalla, tanto en personajes episódicos (Murder, she wrote, 1996; The X-Files, 2002; CSI: Crime Scene Investigation, 2003) como fijos secundarios (Planet Rules, 1995; Spy Game, 1997; The West Wing, 1999-2006).
Finalmente, en 1998 protagonizó la película española Los años bárbaros, de Fernando Colomo, junto a Jordi Mollà y Ernesto Alterio, dando vida a la turista norteamericana Susan.